# El amor tiene cara de mujer (telenovela mexicana)
El amor tiene cara de mujer es una telenovela producida por Valentín Pimstein para Telesistema Mexicano, hoy Televisa- en 1971. Protagonizada por las destacadas actrices Silvia Derbez, Irma Lozano, Irán Eory y Lucy Gallardo, cuenta con una historia original de Nené Cascallar. Desde su inicio, el 12 de julio de 1971, la telenovela mantuvo altos índices de audiencia por medio de 380 capítulos de una hora de duración (760 capítulos de media hora, como Televisa contabilizaba la duración de sus telenovelas en aquel entonces), por lo que esta ha sido la segunda telenovela mexicana más larga de la historia. Esta telenovela, además, fue la última realizada por Televisa en blanco y negro.
Es una versión de la telenovela argentina "El amor tiene cara de mujer", la cual se transmitió entre 1964 y 1970 y fue uno de los mayores éxitos televisivos de ese país sudamericano de la década de los 60 influyendo enormemente en las masas. Producida por el Canal 13 de Buenos Aires estuvo protagonizada por Bárbara Mujica, Iris Láinez, Delfy de Ortega y Angélica López Gamio.

## Argumento
La historia presenta las vidas de cuatro mujeres de distintas edades y clases sociales en sus trabajos atendiendo el prestigioso Instituto de Belleza y Boutique Lucy Escala. Ellas, Laura, Matilde, Vicky y Lucy día a día lidiarán con sus problemas personales pero también disfrutarán de las alegrías de la vida y de la gran amistad que las cuatro han cultivado.

## Elenco
- Silvia Derbez - Laura Valdez
- Irma Lozano - Matilde Suárez
- Irán Eory - Victoria "Vicky" Gallardo y Pimentel
- Lucy Gallardo - Lucy Escala
- Claudio Obregón - Pablo Landa
- Javier Marc - Fernando Ugalde
- Jorge Ortiz de Pinedo - Gustavo Artiaga
- María Eugenia Ríos - Consuelo vda. de Suárez
- Rubén Rojo - Julio
- Miguel Córcega† - Alberto
- Olga Breeskin - Milena del Real # 1
- Dacia González - Milena del Real # 2
- Julián Pastor† - Emilio Suárez
- Carlos Cámara† - Alfredo Bustamante
- Ana Lilia Tovar - Nerina Suárez
- Magda Haller - Amelia Landa
- Gloria Leticia Ortiz - Bertha Valdez
- Fernando Mendoza - Don Manuel Molnar
- María Douglas - Leticia Gallardo
- Daniela Rosen - María Inés Amescua
- Héctor Andremar - Dr. Diego Solares
- Carlos Becerril - Daniel Escala
- Antonio Medellín - Carlos García Iglesias
- Betty Catania - Nora Tovar de García Iglesias
- July Furlong - Cristina
- Estela Chacón - Lili Molnar/Esther
- Tere Grobois - Diana
- Enrique del Castillo - Lic. Restrepo
- Manolo Calvo - Dr. Villafañe
- Anel - Claudia
- Guillermo Aguilar - Hernán Guevara
- Antonio Raxel - Sr. Amescua
- Otto Sirgo - Julio
- Azucena Rodríguez - Clarissa
- Gerardo del Castillo - Arnoldo
- Carlos Monden† - Eduardo
- Joaquín Cordero† - Ernesto
- Jorge del Campo - Billy
- Josefina Escobedo - Tía Alcira
- Carlos Alberto Badías - Dr. Gay
- Aldo Monti - Abel Delacroix
- Gustavo Rojo† - Cristián
- Olivia Michel - Dora Nesler
- Bertha Moss† - Lucía
- Rafael del Río - César
- Lola Tinoco - María
- María Martín - Leonila
- Julio Monterde† - Otón
- Raúl Meraz
- Karina Duprez
- Cristina Moreno
- Evita Muñoz "Chachita"†
- Octavio Galindo† - Guillermo
- Verónica Castro
- Aurora Molina
- Andrea Cotto - Lizzy
- Pedro Damián - Aníbal
- Angélica Aragón
- Edith González
- Bárbara Gil† - Sara
- Gilberto Roman - Reynaldo

## Versiones

### Televisiva
Además de la versión original argentina y esta versión, se hicieron otras 4 versiones posteriores de esta telenovela:
En Argentina:
- El amor tiene cara de mujer, producida por Canal 9 en 1976 como versión de la telenovela original argentina (1964-1970) y protagonizada por Virginia Lago, Beatriz Día Quiroga, Cristina Tejedor y Dora Prince.
- El amor tiene cara de mujer coproducida por los canales El Trece de Argentina y Televisa de México en 1993 y protagonizada por Laura Flores, Thelma Biral, Laura Novoa, Marisel Antonione y Marita Ballesteros.

En México:
- Principessa producida por Valentín Pimstein para Televisa en 1984 y protagonizada por Irán Eory, Angélica Aragón, Anabel Ferreira, Saby Kamalich y Cecilia Camacho.
- Palabra de mujer producida por José Alberto Castro para Televisa en 2007 y protagonizada por Edith González, Yadhira Carrillo, Ludwika Paleta, Lidia Ávila y Cynthia Klitbo.

En Brasil:
- O Amor Tem Cara de Mulher escrita por Cassiano Gabus Mendes para TV Tupi en 1966 y protagonizada por Vida Alves, Cleyde Yáconis, Eva Wilma y Aracy Balabanian.

### Cinematográfica
Por otra parte, esta telenovela también contó con una versión cinematográfica rodada en México en 1973, producida por Clasa Films Mundiales, S.A. junto con los Estudios Churubusco Azteca, S.A. y dirigida por Tito Davison.